# 42611 Manchu
42611 Manchu este o planetă minoră (asteroid) din centura de asteroizi. A fost descoperită pe 2 martie 1998 la Caussols de OCA-DLR Asteroid Survey⁠(d). 
Obiectul prezintă o orbită caracterizată de o semiaxă mare de 2,4388345951009 UAi, o excentricitate de 0,14314998372607, o înclinație de 2,5193761929817 ° în raport cu ecliptica.